# Rifugio Garzonera
Das Rifugio Garzonera (deutsch Garzonerahütte) ist eine Schutzhütte im oberen Valle Leventina, auf dem Gebiet der Gemeinde Quinto im Kanton Tessin. Sie steht auf einer Höhe von 1973 m ü. M. in den Lepontinischen Alpen.

## Geschichte
Die ehemalige Alphütte wurde 1982 eingeweiht und 1989 umgebaut. Sie gehört zur Sektion Ritom der Società Alpinistica Ticinese (SAT) und dem Dachverband Federazione Alpinistica Ticinese (FAT).
Die zweistöckige Hütte verfügt über einen Aufenthalts- und Essraum sowie einen Raum mit 20 Schlafplätzen. Die Küche ist mit einem Holz- und Gasherd und Kochgeschirr ausgerüstet. Die Beheizung erfolgt mit Holz und die Beleuchtung mit Solarzellen. Die Hütte ist ganzjährig offen und nicht bewartet.
Die Hütte ist Etappenort der zweiten Etappe des Höhenwegs Via Alta Idra, der in 12 Etappen von der Quelle des Flusses Tessin bis zu seiner Mündung in den Lago Maggiore führt.

## Zustiege
- Von Piotta (1006 m ü. M.) in 2 ½ Stunden Gehzeit (Schwierigkeitsgrad T2). Piotta ist mit öffentlichen Verkehrsmitteln erreichbar.
- Von Giof  (1386 m ü. M.) in 1 ½ Stunden (T2).
- Von Nante TI (1423 m ü. M.) in 2 ¼ Stunden (T2). Nante ist mit öffentlichen Verkehrsmitteln erreichbar.
- Vom Lago Tremorgio (1848 m ü. M.) in 4 Stunden (T2). Der Tremorgiosee ist von Rodi-Fiesso mit der Seilbahn erreichbar.

## Aufstieg
- Lago di Prato (2055 m ü. M.) in 30 Minuten (T2).

## Nachbarhütten und Übergänge
- Capanna Tremorgio in 3 Stunden.
- Capanna Cristallina in 6 Stunden (T3/T4).[4]
- Capanna Leìt in 4 Stunden (T3/T4).[5]
- Capanna Campo Tencia in 5 Stunden (T3).[6]